# Tišnov
Tišnov (tjekkisk udtale: [ˈcɪʃnof] ; tysk: Tischnowitz) er en by i  i distriktet Brno-venkov (Brno landdistrikt) i regionen Sydmæhren i Tjekkiet med omkring 9.200 indbyggere.
Landsbyerne Hajánky, Hájek, Jamné og Pejškov er administrative dele af Tišnov. Pejškov, og Hajánky, Hájek og Jamné udgør to eksklaver af kommunens område.

## Geografi
Tišnov ligger omkring 19 km  nordvest for Brno. Den ligger på venstre bred af floden  Svratka. Det meste af området ligger i Boskovice-furen, men den nordøstlige eksklave ligger i det øvre Svratka-højland og den sydvestlige eksklave i Křižanov højlandet. Det højeste punkt er en konturlinje der er 497 meter over havets overflade, beliggende i den nordøstlige eksklave.

## Historie
Den første skriftlige omtale af Tišnov er fra 1233 i et charter for Porta coeli-klostret i nabokommunen Předklášteří. Tišnov var oprindeligt en markedsby beliggende på en vigtig handelsrute. Det var ejet af  cistercienserordenen indtil  1782. Allerede i det 13. århundrede udviklede Tišnov sig til en lille by.
I 1416 gav kong Wenceslaus 4. Tišnov ret til at holde et årligt marked. Det blev brændt ned under Hussitterkrigene i 1428 og beskadiget i Trediveårskrigen. Den blev også beskadiget af brande flere gange, den største brand fandt sted i 1668. I 1788 blev Tišnov forfremmet til en by. Byen blev påvirket af passagen af Napoleons tropper i 1805 og 1809 og af den østrigsk-preussiske krig i 1866.
En jernbanelinje, der forbinder Tišnov med Brno, blev bygget i 1885, og i 1905 blev banen forlænget til Havlíčkův Brod. Indtil 1918 var Tišnov en del af det habsburgske monarki (Østrigs side efter Det østrig-ungarske kompromis 1867), i distriktet med samme navn, en af de 34 Bezirkshauptmannschaften i Mæhren.
Fra 1918 til 1930'erne oplevede byen økonomisk vækst og byggeri. Byens gæld har bremset den videre udvikling, som først kom igen efter 2. verdenskrig.